# Josef Averesch
Josef Averesch CSsR (* 1. April 1902 in Hörstel (Westfalen); † 20. Juni 1949 ebenda) war ein deutscher römisch-katholischer Ordensgeistlicher. Er wurde als Seelsorger Opfer des Nationalsozialismus und verstarb vier Jahre nach seiner Haftentlassung an einem schweren Leberleiden, das er sich als Folge von Malariaversuchen der SS-Ärzte im Konzentrationslager Dachau zugezogen hatte.

## Leben

### Kindheit und Jugend
Josef Averesch wurde am 1. April 1902 geboren und wuchs als Ältester der neun Kinder der Eheleute Karl und Johanna Averesch im Tecklenburgischen Hörstel in der Nähe der Stadt Rheine auf. Ab April 1908 besuchte er acht Jahre die katholische Volksschule seines Heimatortes. Nach seinem Volksschulabschluss (damals nach der 8. Klasse) bereitete er sich ein Jahr lang durch Privatunterricht zur Aufnahme in die Untertertia des Gymnasiums Dionysianum in Rheine vor. Nach dem Abitur absolvierte er zunächst ein einjähriges landwirtschaftliches Praktikum, weil er zunächst beabsichtigte, Landwirtschaftslehrer zu werden.

### Ordenseintritt, Studium und Priesterweihe
Am 14. August 1924 trat Josef Averesch in Luxemburg in das Noviziat der Ordensgemeinschaft der Redemptoristen ein. Am 15. August 1925 leistete er sein ewiges Gelübde. Zwölf Semester studierte er Theologie und Philosophie an der Hochschule seines Ordens im Kloster Geistingen in Hennef-Geistingen. Am 27. April 1930 empfing er in der Basilika des Klosters Knechtsteden in Dormagen das Sakrament der Priesterweihe.

### Priester, Ordensmann und Volksmissionar
Ab 1931 war Josef Averesch als Erzieher und Lehrer für Latein, Griechisch und Hebräisch am Collegium Josephinum Bonn tätig. Da ihm der Lehrerberuf nicht lag und gegen diese Tätigkeit auch gesundheitliche Gründe sprachen, begann er ab Ostern 1932 seinem anstehenden Zweiten Noviziat statt mit einer Ausbildung zum Gymnasiallehrer mit der Vorbereitung auf seinen künftigen Einsatz als Volksmissionar. Als Volksmissionar gehörte Josef Averesch in den dann folgenden Jahren verschiedenen Klöstern seines Ordens an, von denen aus er mit seinen Mitbrüdern die Gemeindemission in den jeweils umliegenden katholischen Pfarrgemeinden abhielt. Daneben gestaltete und leitete er für interessierte Gläubige Tage und Wochen der religiösen Einkehr und Besinnung. So lebte er in den Konventen in Glanerbrück (Niederlande) von Oktober 1932 bis Juli 1933, Bochum von Juli 1933 bis September 1933 und Februar 1935 bis März 1937, Trier von September 1933 bis Februar 1935, Rheine von März 1937 bis September 1939 sowie Heiligenstadt ab September 1939.

### Verfolgung durch das nationalsozialistische Regime
Im Januar 1941 übernahm er im Anschluss an eine dreitägige Gemeindemission in der Pfarrei Bischofferode im Eichsfeld eine vierwöchige Vertretung des örtlichen Pfarrers. Während dieser Zeit wurde Pater Averesch im Zusammenhang mit der Beichte einer Frau aus dieser Pfarrei bei der Gestapo denunziert und am 6. Februar 1941 im Kloster Heiligenstadt verhaftet. In Verhören wollte man Pater Averesch zur Preisgabe des Inhaltes dieses Beichtgespräches nötigen. Die Hintergründe der Denunziation sowie das Interesse der Gestapo an diesem Beichtgespräch konnten nie geklärt werden, da der Pater Averesch weder unter dem Druck der Gestapo noch später nach seiner Befreiung aus dem KZ dieses Beichtgeheimnis gebrochen hat. Es gibt allerdings Hinweise dafür, dass es sich um strittige Erbschaftsfragen bezüglich eines Grundstückes in Bischofferode gehandelt haben könnte, das der verstorbene Ehemann dieser Frau dem katholischen Schwesternhaus vermacht hatte und auf das möglicherweise Mitglieder der NSDAP Anspruch erhoben hatten. Aus Anlass dieser Verhaftung wurde Pater Averesch vorgeworfen, „mit führenden Köpfen der Zentrumspartei in ständiger beratender Verbindung gestanden“ zu haben, was von ihm allerdings bestritten wurde. Weiterhin wurde ihm laut Vernehmungsprotokoll Zeugnisverweigerung vorgeworfen. Handschriftlich vermerkte Pater Averesch daher vor Unterschrift dieses Protokolls, dass er sich geweigert habe, das Beichtgeheimnis zu brechen. Dieser Zusatz wurde von der Gestapo allerdings wieder aus dem Protokoll entfernt. In einem Schreiben der Gestapo vom 21. Juli 1941 an seinen Bruder hieß es, dass Pater Averesch „auf Anordnung des Geheimen Staatspolizeiamtes Berlin wegen missbräuchlicher Ausnutzung seiner Amtstätigkeit als Geistlicher in Schutzhaft genommen worden sei“.
Bis zu seiner Verlegung ins Konzentrationslager Buchenwald am 19. Juli 1941 wurde Josef Averesch im Polizeigefängnis Erfurt festgehalten und immer wieder verhört. In Buchenwald war er einem Strafarbeitskommando mit Steinbrucharbeiten zugeteilt. Als er dort schwer erkrankte, erfolgte am 17. September 1941 seine Verlegung in das Konzentrationslager Dachau, wo sein Transport am 19. September 1941 ankam. Dort wurde er im Pfarrerblock untergebracht.
Auf der Malariastation des KZ Dachau wurde Josef Averesch von August 1942 an ein Jahr lang für von SS-Ärzten unter der Leitung von Claus Schilling, genannt „Blutschilling“, für Menschenversuche missbraucht. Dort wurden er und andere KZ-Häftlinge mit Malariabazillen geimpft, weil die SS ein Serum für in Afrika an Malaria erkrankte deutsche Soldaten entwickeln wollte.
Josef Averesch überlebte trotz seiner gesundheitlichen Schwächung durch diese mutwillig herbeigeführte Krankheit die KZ-Haft, weil es gelang, ihm illegal Medikamente zu beschaffen, und er zu einer besseren Ernährung von seiner Familie und seinen Freunden Lebensmittelpakete geschickt bekam.
Mit 24 anderen geistlichen Häftlingen wurde Josef Averesch am 28. März 1945, kurz vor Kriegsende, aus dem KZ entlassen.

### Fortsetzung der seelsorgerischen Tätigkeit trotz Krankheit und Schwäche
Nach seiner Entlassung fand Pater Averesch erste Aufnahme bei einem Mitbruder seines Ordens in Freising. Von April bis zum August 1945 war er als Pfarrvikar in Tonndorf bei Landshut tätig. Am 11. August 1945 kehrte er in seine Heimat nach Hörstel zurück und erholte sich dort auf dem Bauernhof seiner Eltern. Ab November 1945 nahm er seine Arbeit als Volksmissionar im Redemptoristenkloster Rheine wieder auf, doch erlitt er immer wieder Schwäche- und Fieberanfälle und musste sich für Wochen zur Genesung bei seiner Familie aufhalten. Im Dezember 1948 hielt er seine letzte Volksmission. Ernstlich erkrankte er im Jahre 1949. Der ihn untersuchende Chefarzt des Marienhospitals Osnabrück stellte neben einem schweren Leberleiden noch andere Schäden als bleibende Folgeerscheinungen der Malariaversuche in Dachau sowie eine dauerhafte Beeinträchtigung der körperlichen Abwehrkräfte durch diese Krankheit fest. Nach weiterer Behandlung im Antoniuskrankenhaus seiner Heimatgemeinde Hörstel verstarb Josef Averesch am 20. Juli 1949. Er wurde auf dem Friedhof in Hörstel beigesetzt.

## Andenken und Ehrungen
Das Andenken an Josef Averesch ist in seiner Heimat lebendig geblieben. Im Alten Rathaus in Rheine ist sein Name auf einem Gedenkmosaik verzeichnet, neben aus rassenideologischen Gründen umgebrachten Rheiner Bürgern jüdischen Glaubens sowie drei weiteren Bürgern, die aus politischen Gründen verfolgt und umgebracht wurden. Der Bildstock auf seinem Grab in Hörstel trägt die Inschrift „Zeuge für Christus“.
Die katholische Kirche nahm Josef Averesch im Jahr 1999 als Glaubenszeugen in das deutsche Martyrologium des 20. Jahrhunderts auf.
Er ist seit 2013 Namensgeber des Josef-Averesch-Hauses des St. Antonius Krankenhauses Hörstel. Ein "Stolperstein" des Kölner Künstlers Gunter Demnig erinnert in Trier an Josef Averesch.